# Zlatko Klarić
Zlatko Klarić est un joueur d'échecs yougoslave puis croate né le 24 octobre 1956 à Borovo Naselje.
Au 1er octobre 2019, il est le 58e joueur croate avec un classement Elo de 2 353 points.

## Biographie et carrière
Klarić a obtenu le titre de grand maître international en 1983. 
Il a remporté :
- le tournoi de Montpellier en 1977 et 1988 ;
- le tournoi de Vinkovci en 1978 ;
- l'open de Timisoara et Caorle en 1982 ;
- l'open de Thessalonique en 1984 ;
- la troisième place au tournoi de La Havane en 1986 ;
- l'open de Genève en 1989 ;
- l'olympiade des équipes de sourds en 2010[3] ;
- le championnat d'Europe des clubs de sourds en 2011 avec l'équipe de Zagreb[4].

Zlatko Klarić a représenté la Yougoslavie lors de l'olympiade universitaire (championnat du monde par équipes de moins de 26 ans) de 1981 à Graz. Il jouait au premier échiquier et marqua 4,5 points sur 10 (il affronta Garry Kasparov et Jonathan Speelman).
En 1989 , il finit 21e sur 189 participants avec une marque de 6 points sur 9 lors du tournoi d'échecs de Palma de Majorque comptant pour la Coupe du monde GMA.
Il a édité le livre de Garry Kasparov My Games paru en 1983.